# Paasaal (Sprache)
Paasaal (auch Pasaale, Funsile, Süd-Sisaala, Pasaale Sisalla) ist die Sprache der Volksgruppe der Pasaal in Ghana mit nicht mehr als 36.000 Sprechern (2003 GILLBT) in der Upper West Region, 80 km südlich von Tumu, 105 km östlich von Wa, in etwa 18 Dörfern. 
Anerkannte Dialekte sind Gilbagala und Pasaali. 
Gilbagala steht dem Paasaal näher als dem Tumulung Sisaala.